# William Wyler
William Wyler (eredeti neve: Wilhelm Weiller) (Mülhausen, Német Császárság, 1902. július 1. – Los Angeles, 1981. július 27.) háromszoros Oscar-díjas amerikai filmrendező és filmproducer.

## Fiatalkora
Wyler Wilhelm Weillerként született Elzászban a Német Császárság területén 1902-ben. Apja svájci, anyja német volt. Édesanyja unokatestvére volt annak a Carl Laemmlenek, aki az Universal Picturest alapította. Édesapja, Leopold pedig utazó árus volt, aki később virágzó rövidáru üzletet hozott létre.
Édesanyja az ifjú Wilhelmet és bátyját, Robertet gyakran vitte koncertekre, színházba vagy operába. Néha a család otthon rögtönzött amatőr színjátszással is előállt.
Miután nyilvánvalóvá vált, hogy a fiatal Wyler nem igazán érdeklődik a családi üzlet iránt, édesanyja kapcsolatba lépett híres unokatestvérével. Laemmle minden évben Európába utazott, hogy fiatal tehetségek után kutasson, akik aztán később Amerikában vállalhattak munkát.
1921-ben Wyler egy hajón találta magát egy cseh fiatalemberrel, Paul Kohnerrel útban New York felé. Pár évig a keleti parton dolgozott, majd eldöntötte, hogy Hollywoodba indul szerencsét próbálni.

## Filmes karrierje
1923-ban érkezett Los Angelesbe és a Universal Picturesnél kezdett el dolgozni, kezdetben a színpadot takarította és székeket pakolt. Később másod-és harmad rendezőasszisztensként dolgozott, majd 1925-ben az Universal stúdió legfiatalabb rendezője lett, ekkor szinte csak rövid westerneket forgatott.
1928-ban megkapta az amerikai állampolgárságot, szintén ez évben rendezte első nem westernjét, az Anybody Here Seen Kell? című filmet.
Az 1930-as években hamar bebizonyította kvalifitásait olyan filmekkel, mint a The Love Trap vagy a The Good Fairy. Miután elhagyta az Universalt Samuel Goldwynnal kezdett el dolgozni hosszú éveken keresztül, ebből az együttműködésből olyan klasszikusok születtek, mint Az élnivágyó asszony (1936), Zsákutca (1937), Üvöltő szelek (1939), Ember a láthatáron (1940), A kis rókák (1941) vagy az Életünk legszebb évei (1946).

## A második világháború
1942. és 1945. között Wyler az Amerikai Légiérőnél szolgált. Két dokumentumfilmet is készített, a The Memphis Belle: A Story of a Flying Fortress és a Thunderbolt címmel. Wyler többször is az életét kockáztatta, amikor ellenséges területeken repült keresztül, hogy aktuális bombázásokat mutasson be. Wyler operatőre, Harold J. Tannenbaum halálos lövést is kapott forgatás alatt.
Wyler talán legszemélyesebb filmje az Életünk legszebb évei is a háború borzalmairól szól. Három veterán katona tér haza a harcmezőről, próbál beilleszkedni a normális életbe, de a harctéri emlékeiket nem törölhetik ki.

## A háború utáni karrierje
A háború után Wyler mind kritikailag nagyra tartott, mind kasszasikerek szempontjából jelentős filmeket rendezett. 1949-ben Olivia de Havilland az általa jegyzett Az örökösnőben nyújtott alakításának köszönhetően nyerte el második Oscar-díját, de 1953-ban Audrey Hepburnt is sikerült a trónra emelnie a Római vakációval.
Európában is elismerték a munkásságát, mert 1956-ban a Szemben az erőszakkal Arany Pálmát nyert, de legnagyobb sikere kétségtelenül a Ben Hur volt, amely 11 Oscar szobrocskát gyűjtött össze, többek között Wyler harmadik legjobb rendezői díját a Mrs. Miniver és az Életünk legszebb évei után.
Az 1960-as években is még olyan sikerek köthetők a nevéhez, mint A gyerekek órája (1961), A lepkegyűjtő (1965) vagy a Funny Girl (1968).
Utolsó filmjét 1970-ben forgatta The Liberation of L.B. Jones címmel. Ezután is voltak még filmes tervei, de ezeket egészségi okok miatt inkább félretette, és a családjával töltötte élete hátralevő részét.

## Magánélete
Wylert rövid házasság (1934–1936] fűzte Margaret Sullavan színésznőhöz, majd 1938 októberében feleségül vette Margaret Tallichetet, aki mellett már haláláig kitartott. Ebből a kapcsolatból öt gyermek született: Catherine, Judith, William Jr., Melanie és David.

## Halála
Wyler 1981. július 27-én halt meg 79 évesen szívinfarktusban, és a californiai Forest Lawn Memorial Parkban helyezték örök nyugalomra.

## Filmjei
- 1970 – The Liberation of L.B. Jones rendező
- 1968 – Funny Girl rendező
- 1966 – Hogyan kell egymilliót lopni? (How to Steal a Million) rendező
- 1965 – A lepkegyűjtő (The Collector) rendező
- 1961 – A gyerekek órája (The Children's Hour) rendező, producer
- 1959 – Ben Hur rendező, producer
- 1958 – Idegen a cowboyok között (The Big Country) rendező, producer
- 1956 – Szemben az erőszakkal (Friendly Persuasion) rendező, producer
- 1955 – A félelem órái (The Desperate Hours) rendező, producer
- 1953 – Római vakáció (Roman Holiday) rendező, producer
- 1952 – Carrie rendező, producer
- 1951 – Detective Story rendező, producer
- 1949 – Az örökösnő (The Heiress) rendező, producer
- 1946 – Életünk legszebb évei (The Best Years of Our Lives) rendező
- 1942 – Mrs. Miniver rendező
- 1941 – A kis rókák (The Little Foxes) rendező
- 1940 – A levél (The Letter) rendező, producer
- 1940 – Ember a láthatáron (The Westerner) rendező
- 1939 – Üvöltő szelek (Wuthering Heights) rendező
- 1938 – Jezabel (Jezebel) rendező, producer
- 1937 – Zsákutca (Dead End) rendező
- 1936 – Az élnivágyó asszony (Dodsworth) rendező
- 1936 – These Three rendező
- 1935 – The Gay Deception rendező
- 1935 – The Good Fairy rendező
- 1934 – Glamour rendező
- 1933 – Counsellor at Law rendező
- 1933 – Her First Mate rendező
- 1932 – Tom Brown of Culver rendező
- 1931 – A House Divided rendező
- 1930 – The Storm rendező
- 1929 – The Love Trap rendező, producer
- 1929 – The Shakedown rendező
- 1928 – Anybody Here Seen Kelly? rendező
- 1928 – Thunder Riders rendező
- 1927 – Desert Dust rendező
- 1927 – The Border Cavalier rendező
- 1927 – Hard Fists rendező
- 1927 – Shooting Straight rendező
- 1927 – Blazing Days rendező
- 1926 – The Stolen Ranch rendező
- 1926 – Lazy Lightning rendező

## Jelentősebb díjak és jelölések
Wylert jelölték legtöbbször Oscar-díjra a legjobb rendező kategóriájában, 12 alkalommal. Ebből háromszor meg is kapta a szobrot, csakúgy mint Frank Capra, így holtversenyben állnak a négyszer is díjazott John Ford mögött.
- Oscar-díj
  - 1966 jelölés: legjobb rendező – A lepkegyűjtő
  - 1960 díj: legjobb rendező – Ben Hur
  - 1957 jelölés: legjobb film és rendező – Szemben az erőszakkal
  - 1954 jelölés: legjobb film és rendező – Római vakáció
  - 1952 jelölés: legjobb rendező – Detective Story
  - 1950 jelölés: legjobb rendező – Az örökösnő
  - 1947 díj: legjobb rendező – Életünk legszebb évei
  - 1943 díj: legjobb rendező – Mrs. Miniver
  - 1942 jelölés: legjobb rendező – A kis rókák
  - 1941 jelölés: legjobb rendező – A levél
  - 1940 jelölés: legjobb rendező – Üvöltő szelek
  - 1937 jelölés: legjobb rendező – Az élnivágyó asszony
- Golden Globe -díj
  - 1969 jelölés: legjobb rendező – Funny Girl
  - 1966 jelölés: legjobb rendező – A lepkegyűjtő
  - 1962 jelölés: legjobb rendező – A gyerekek órája
  - 1960 díj: legjobb rendező – Ben Hur
  - 1950 jelölés: legjobb rendező – Az örökösnő
- BAFTA-díj
  - 1960 díj: legjobb film – Ben Hur
  - 1960 jelölés: legjobb film jelölés – Idegen a cowboyok között
- Cannes-i fesztivál
  - 1965 jelölés: Arany Pálma – A lepkegyűjtő
  - 1957 díj: Arany Pálma – Szemben az erőszakkal

## Fordítás
- Ez a szócikk részben vagy egészben  a   William_Wyler című angol Wikipédia-szócikk fordításán alapul.  Az eredeti cikk szerkesztőit annak laptörténete sorolja fel. Ez a jelzés csupán a megfogalmazás eredetét és a szerzői jogokat jelzi, nem szolgál a cikkben szereplő információk forrásmegjelöléseként.